# Cucina goriziana

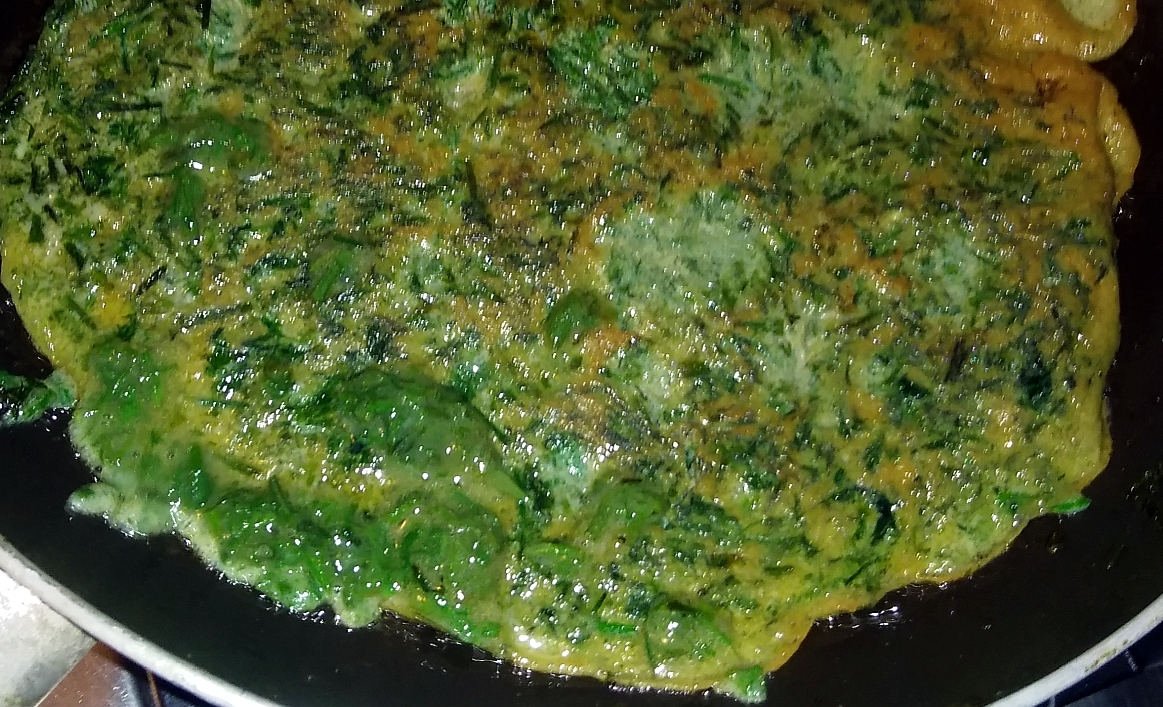
Frittata di luppolo selvatico

La cucina goriziana rappresenta l'offerta enogastronomica dell'omonima provincia del Friuli-Venezia Giulia, che racchiude la cultura giuliana, friulana e slovena.

## Piatti tipici

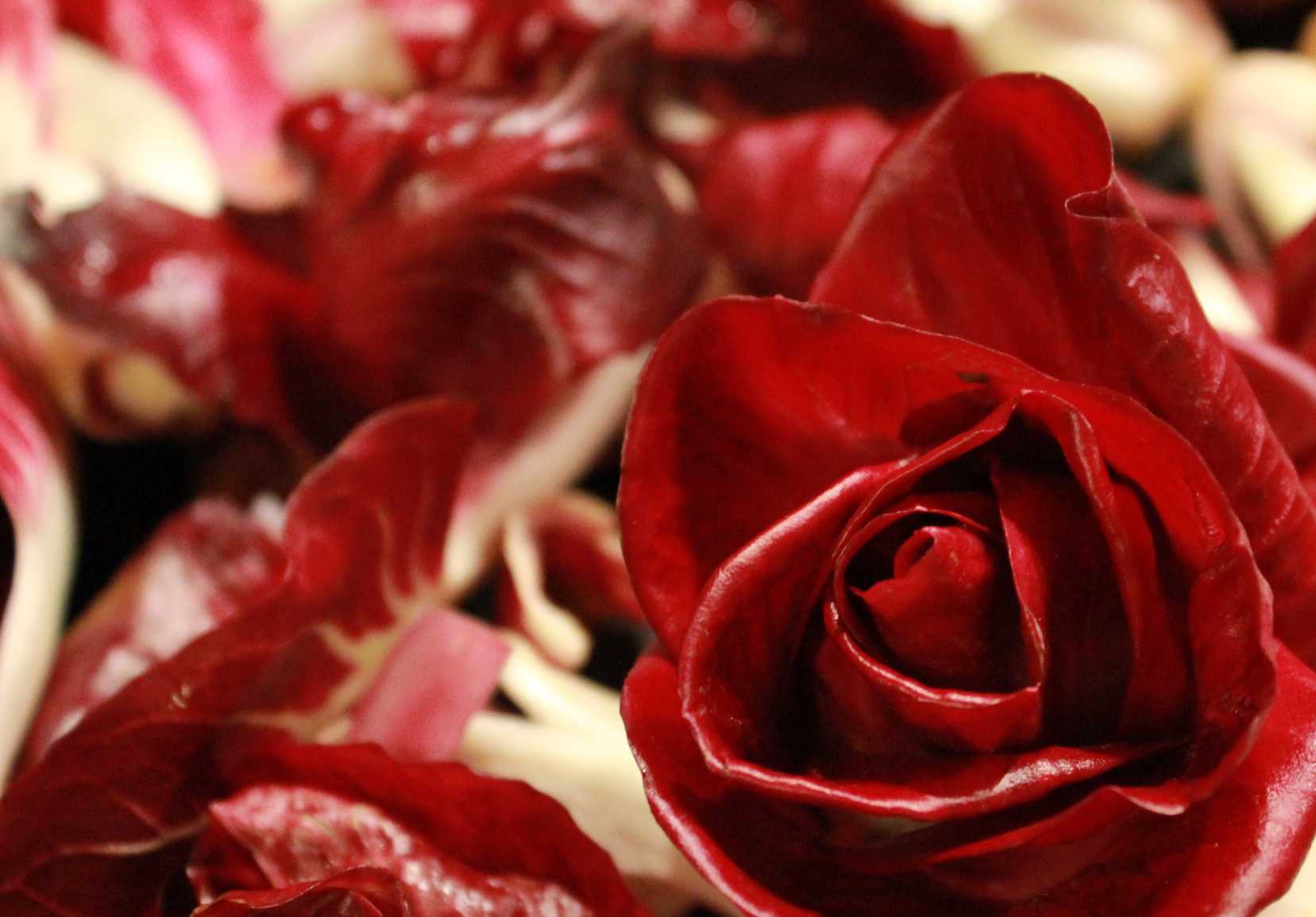
Rosa di Gorizia

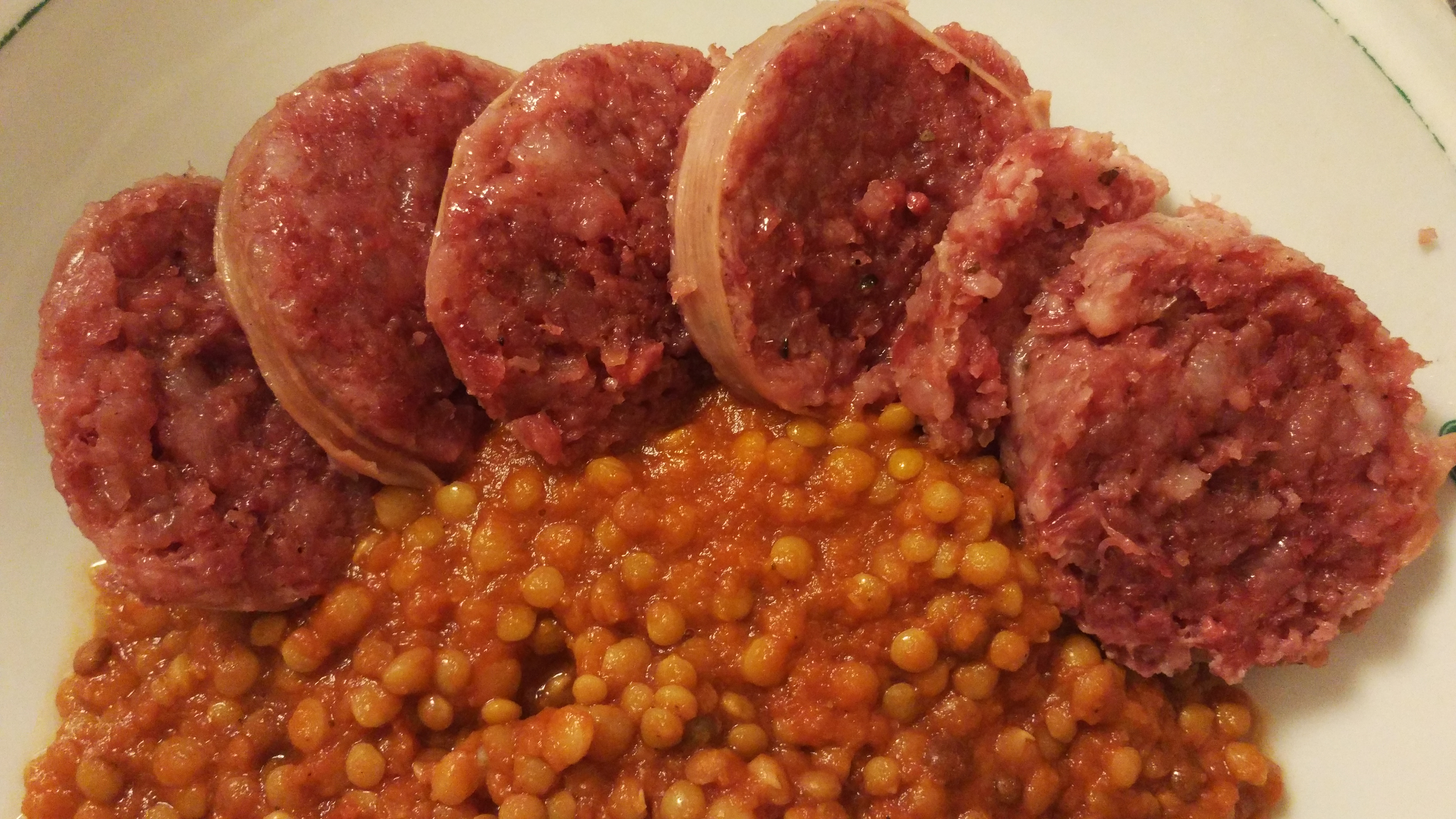
Cotechino

Dal punto di vista gastronomico, a Gorizia c'è un incontro della cucina tipica mitteleuropea, friulana, slovena e triestina (giuliana) che influenzano la cucina goriziana rendendola ricca e varia.
I piatti tipici della cucina goriziana sono il cotechino con i crauti, il gulash, le frittate alle erbe. Contorni tipici sono le patate in tecia o il fresco abbinato a radicchio e fagioli. Forse il dolce più caratteristico è il presniz, detto la gubana goriziana. I vini sono prodotti soprattutto nella zona del Collio. La "gubana goriziana", il miele ed i vini del Collio sono oggi riuniti sotto il marchio "Prodotti tipici goriziani".
Degna di nota è anche la coltivazione della rosa di Gorizia, radicchio dalla caratteristica forma di rosa, tipico della zona e coltivato nel Comune di Gorizia.
Gli ingredienti principali sono costituiti dalla selvaggina: fagiano, lepre, capriolo e cinghiale preparati secondo la tradizione locale o con note austriache ed ungheresi. La carne di maiale occupa una parte di rilievo. Sono piuttosto noti anche i bolliti di carni varie, il prosciutto cotto nel pane serviti con salsa di cren (rafano orientale).
Tra i primi piatti si annoverano la pasta fatta in casa e tagliata a strisce (blecs ovvero biechi), condita con sughi d'arrosto e selvaggina, gli gnocchi di semolino e patate ripieni di susine e conditi con burro fuso e cannella, la polenta; prevalenti su tutti sono le minestre di verdure. La tradizione contadina ha trasmesso le frittate in diverse varianti: con gli asparagi, con i germogli di luppolo selvatico, con dodici varietà di erbe selvatiche. Tra i dolci sono lo strudel di mele e la già citata "gubana goriziana".
La cucina del goriziano è caratterizzata da piatti sia rustici e rurali, come la jota, la minestra di cavoli, o fagioli e stinco, che più raffinati come gnocchi di susine, gulash e Gugelhupf (localmente chiamato cugluf).
La principale differenza con la cucina triestina è sostanzialmente determinata dall'influenza marinara di Trieste, la quale aggiunge alla tipicità triestina un diversivo come gli scampi alla busara e alcune sottili differenze nella preparazione dei cibi come il gulash.

## Galleria d'immagini

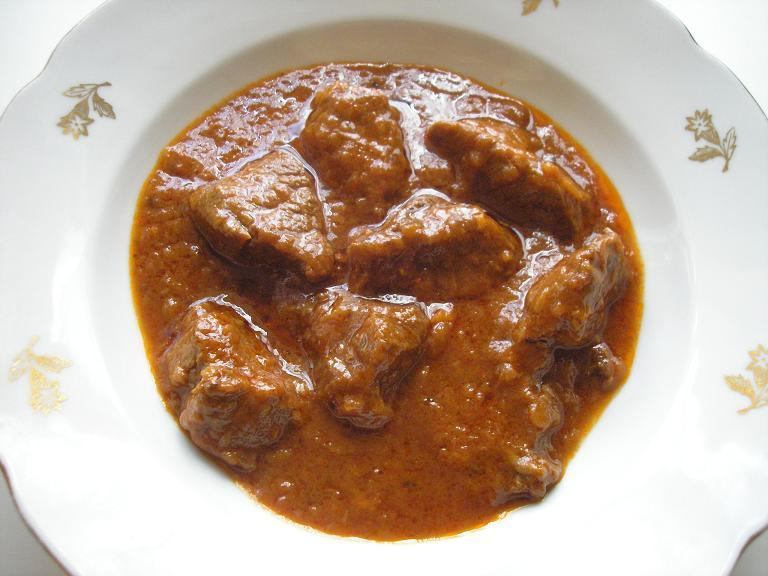
Gulash
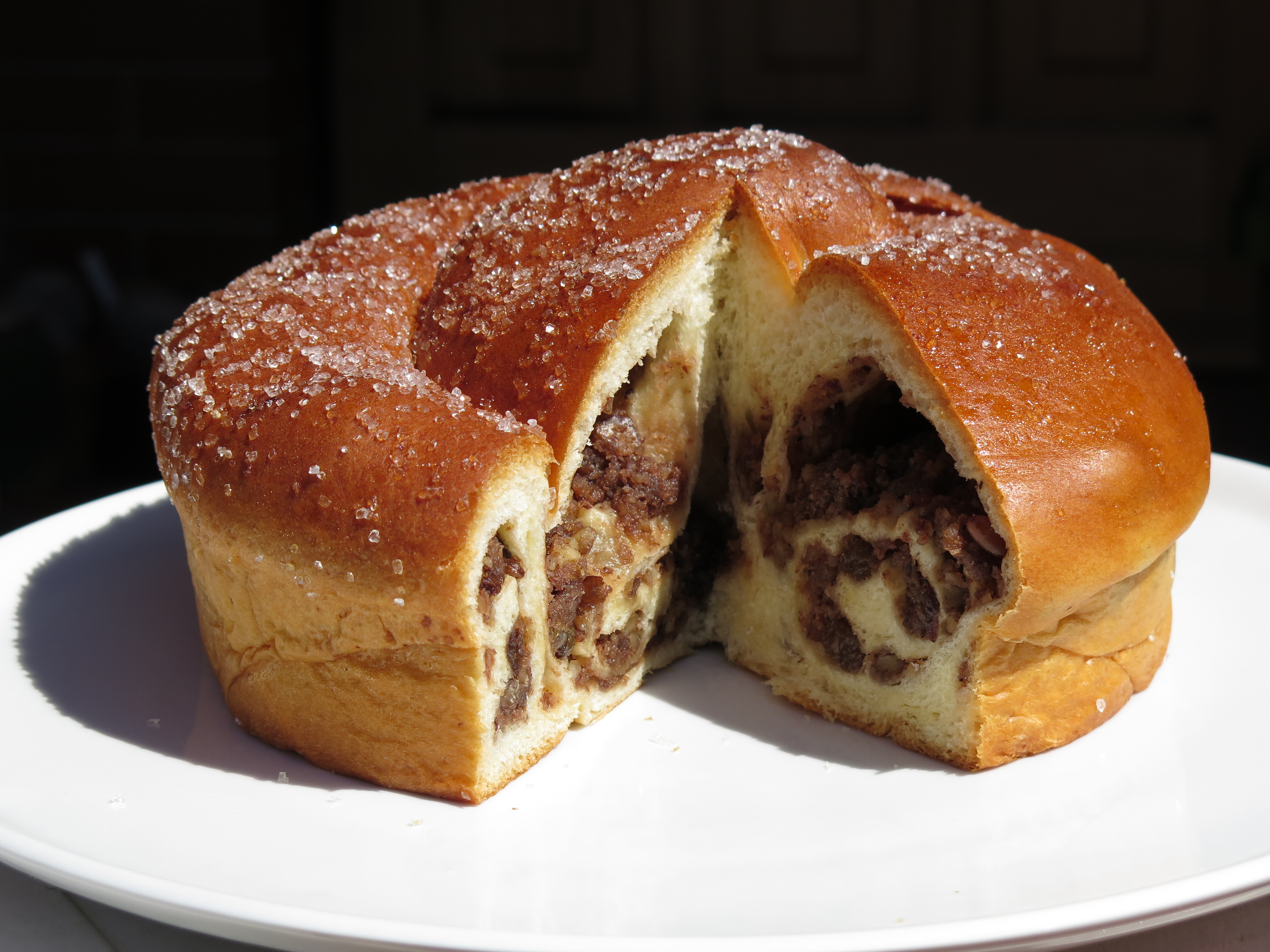
Gubana goriziana
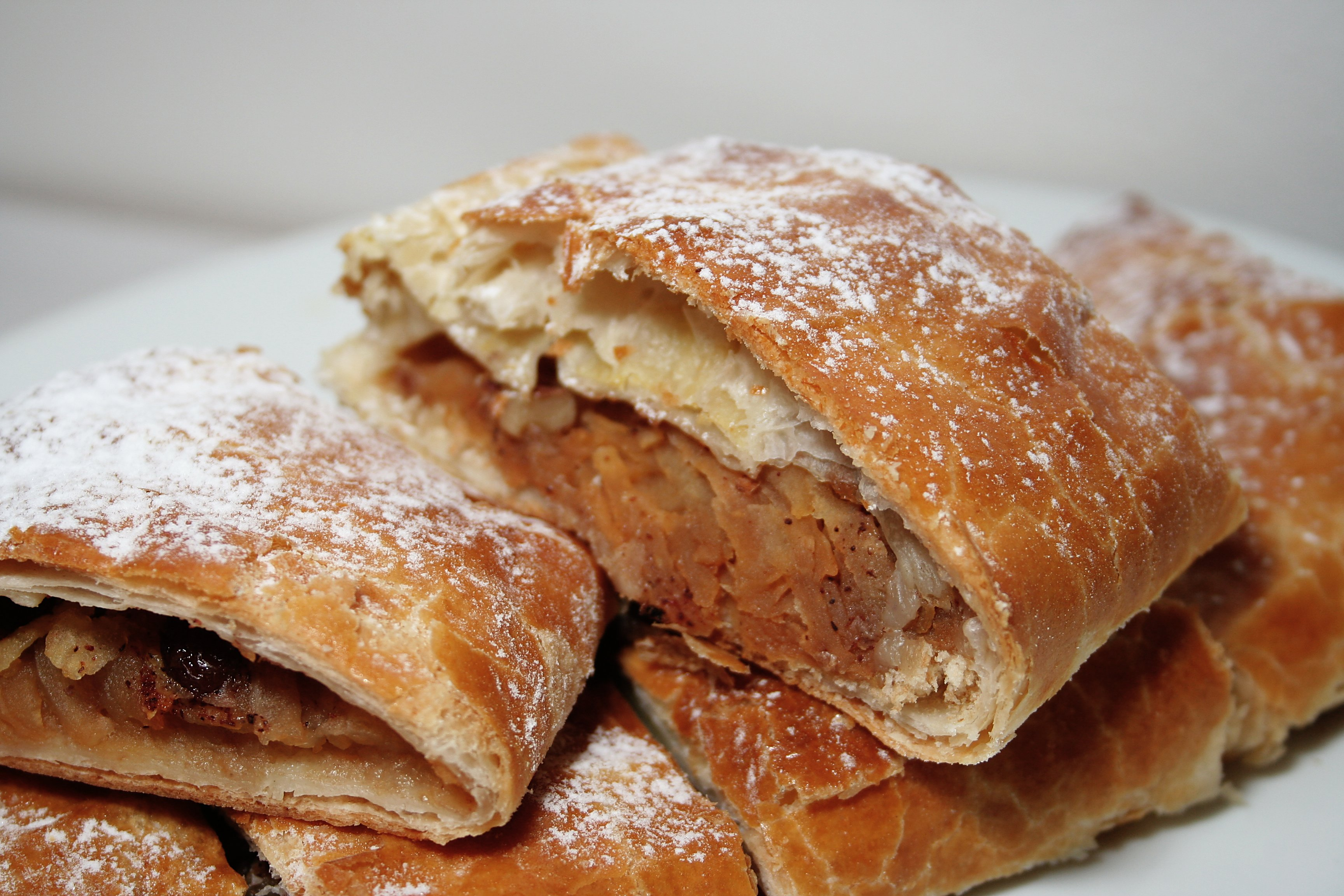
Strudel
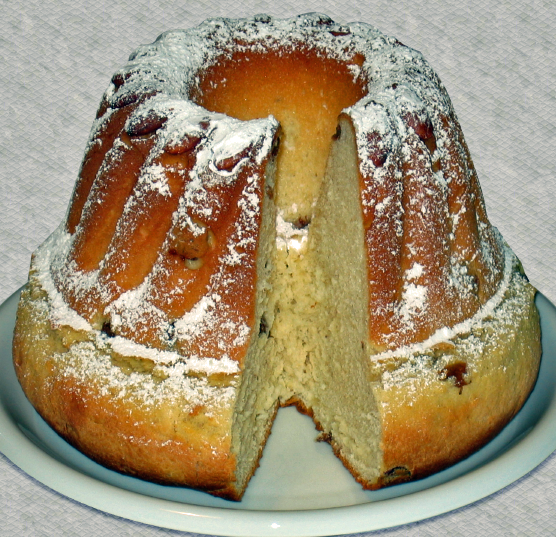
Gugelhupf (Cugluf)